# Kristin Lavransdotter (film)
Kristin Lavransdotter (norska: Kristin Lavransdatter) är en norsk dramafilm från 1995 i regi av Liv Ullmann. Filmen är baserad på en del av Nobelpristagaren Sigrid Undsets klassiska medeltidstrilogi med samma namn, utgiven 1920-1922. I huvudrollerna ses Elisabeth Matheson och Bjørn Skagestad.

## Handling
Filmen utspelar sig i Norge under medeltiden. Kristins syster skadas efter en olycka och Kristin själv utsätts för ett våldtäktsförsök. Hon övertalar sin far, och sin fästman Simon, att hon ska sändas till ett kloster i ett år. Hon träffar riddaren Erlend Nikolaussøn och blir förälskad i honom - de lovar varandra evig trohet trots att de har mycket emot sig.

## Rollista i urval
- Elisabeth Matheson - Kristin Lavransdotter
- Bjørn Skagestad - Erlend Nikolausson
- Sverre Anker Ousdal - Lavrans Bjørgulfsson
- Henny Moan - Ragnfrid Ivarsdotter
- Rut Tellefsen - fru Åshild
- Kirsti Torhaug - Ulvhild
- Jørgen Langhelle - Simon Darre
- Svein Tindberg - Ulv
- Erland Josephson - broder Edvin
- Lena Endre - Eline Ormsdotter
- Kristin Tynes Vågen - Kristin som barn
- Kitty Lossius - Ulvhild som barn
- Kaare Kroppan - Halvdan
- Joachim Calmeyer - Sira Eirik
- Vibeke Falk - Tordis
- Merete Moen - Inga
- Lars-Erik Berenett - Bjørn
- Astrid Folstad - Groa Guttormsdotter
- Svein Erik Brodal - Munan Bårdsson
- Bjørn Jenseg - Anders Darre
- George Fant - Bård Petersson
- Marte Werring - Helga
- Bernhard Arnø - Arne Gyrdson
- Jan Viggo Øie - Arne som barn
- Ilse Kramm - Astrid
- Sverre Hansen - Håkon
- Paul-Ottar Haga - Bentein
- Peter Baden - Bentein som barn
- Veslemøy Haslund - fru Angerd
- Hilde Grythe - Cecilia
- Gisken Armand - Ingebjørg Filipsdotter
- Wiggo Lebsanft - Didrek Sutare
- Bjørg Vatle - Brynhild Fluga
- Wenche Medbøe - Gunnhild
- Torunn Lødemel - Gudrun